# Liste des évêques de Fano
Le diocèse de Fano est un diocèse italien dans les Marches, suffragant de l'archidiocèse de Pesaro. Le diocèse est fondé au Ier siècle par un disciple de Saint-Pierre. En 1986 le diocèse est fusionné avec les diocèses de Cagli et Pergola et le diocèse de  Fossombrone dans le diocèse de  Fano-Fossombrone-Cagli-Pergola.  

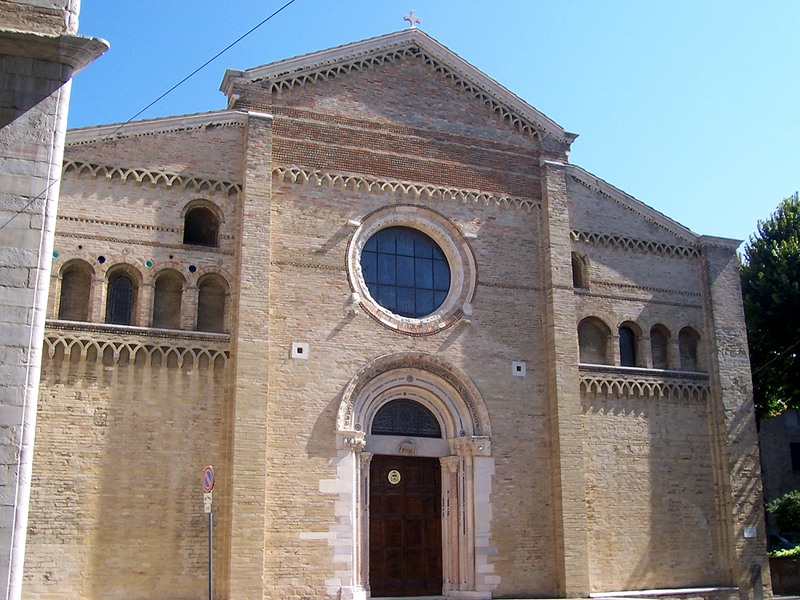
La cathédrale Notre-Dame de l'Assomption de Fano

## Liste des évêques deFano
- mort vers 74: Tolomeo, disciple de Saint-Pierre
- Eusebio
- un évêque anonyme mentionné par les textes précède saint Paterniano.
- 314-356 (?): saint Paterniano
- un évêque anonyme mentionné par les textes, vers 362.
- vers 499-501: saint Vitale
- 502-541: saint Eusebio
- plusieurs évêques dont les noms sont inconnus lui succèdent.
- 589-595 (?): Leone Ier
- 596-620: saint Fortunato
- 625-639: saint Orso
- 649-653:  Scolastico  (ou Pietro)
- 654-681 (?): Domenico
- plusieurs évêques dont les noms sont inconnus lui succèdent.
- 718-743: Pietro Ier
- 743-748: Amato
- 749-769: Mauro
- plusieurs évêques dont les noms sont inconnus lui succèdent.
- 826-851: Ariperto (ou Agriperto)
- 851-877: Giovanni Ier
- 877-887: Marco
- 887-898 (?): Romano
- plusieurs évêques dont les noms sont inconnus lui succèdent.
- 963-983: Riccardo Ier ou Riscelardo
- 983-1010 (?): Gerardo
- vers 1010-?: Rinaldo ou Rainaldo Ier
- 1027-1036: Alberto Ier
- 1036-1048: Ugo ou Ugone
- 1048-1085: Arduino
- 1090-1135: Pietro II
- 1136-1165: Rinaldo ou Rainaldo II
- 1165-1177: Carbo ou Carbone
- 1178-1214: Monaldo
- 1214-1223: Riccardo II
- 1223-1240: Alberto II
- 1240-1245 (?): Gregorio
- 1245-1265: Adiuto
- 1265-1276: Morando
- 1276-1283: Fedemondo ou Fedismondo
- 1283-1288: Borromeo ou Romano
- 1289-1295: Francesco Ier
- 1295-1305: Berardo
- 1305-1312: Giacomo Ier
- 1312-1339: Giacomo II
- 1340-1356: Pietro III
- 1358-1362: Luca Mannelli
- 1361-1388: Leone II
- 1389-1394: Pietro IV
- 1394-1407: Giovanni II
- 1407-1417: Antonio David - Un évêque, nommé Antonio, choisi par l'antipape Jean XXIII lui dispute le siège (1411-1413); il ne se rendra cependant jamais dans le diocèse.
- 1417-1419: Giovanni III Firmiani
- 1419-1445: Giovanni IV De Bertoldi
- 1445-1482: Giovanni V Enrico De Tonsis
- 1482-1499: Domenico-Antonio
- 1499-1518: Giovanni-Battista Ier Bertuccioli
- 1518-1528: Goro Gheri
- 1530-1537: Cosimo Gheri
- 1537-1558: Pietro V Bertano
- 1558-1560 : Ercole Gonzaga (administrateur apostolique)
- 1560-1567: Ippolito Capilupo
- 1567-1587: Francesco II Rusticucci
- 21 octobre 1587-25 février 1603: Giulio Ottinelli
- 20 avril 1603-1622: Tommaso Lapis
- 11 juillet 1622-2 mars 1626: Francesco III Boncompagni
- 16 mars 1626-16 septembre 1635: Giulio Cesare Sacchetti
- 1635-30 avril 1641: Ettore Diotallevi
- 22 juin 1641 ou 1643-1649: Alessandro Ier Castracane
- 6 décembre 1649-1678: Giovanni-Battista II Alfieri
- 18 avril 1678-17 mai 1688: Angelo Maria Ranuzzi
- 20 décembre 1688-2 janvier 1696: Taddeo Luigi dal Verme
- 19 mars 1696-1720: Giovanni-Battista III Giberti
- 1721-1733: Alessandro II Dolfi
- 19 août 1733-1764: Giacomo III Beni
- 1764-1774: Giovanni-Battista IV Orsi
- 13 mars 1775-1787: Pellegrino Consalvi
- 23 avril 1787-1807: Antonio Gabriele Severoli
- 11 janvier 1808-octobre 1815: Francesco-Maria Paolucci Mancinelli
- 14 avril 1817-11 juin 1833: Nicola Serarcangeli
- 1833-1856: Luigi Carsidoni
- 15 décembre 1856-octobre 1877: Filippo Vespasiani
- 28 décembre 1877-9 mai 1882: Camillo Ier Santori, puis archevêque titulaire de Séleucie-de-Piérie (de)
- 3 juillet 1882-1896: Camillo II Ruggeri
- 22 juin 1896-29 mars 1916: Vincenzo Ier Franceschini
- 5 juin 1916-24 février 1937: Giustino Sanchini
- 20 septembre 1937-13 mars 1967: Vincenzo II Del Signore
- 15 août 1967-4 septembre 1985: Costanzo Micci
- 11 février 1986-8 septembre 1998: Mario Cecchini
- depuis le 8 septembre 1998: Vittorio Tomassetti

## Sources
- Fondazione cassa di risparmio di Fano
- L'annuaire pontifical sur le site catholic-hierarchy.org